# Gilles Bertould
Gilles Bertould (ur. 16 maja 1949 w Plumaudan) – francuski lekkoatleta (sprinter), medalista olimpijski z 1972 i mistrz Europy z 1969.
Specjalizował się w biegu na 400 metrów. Wystąpił w nim na igrzyskach olimpijskich w 1968 w Meksyku, gdzie odpadł w ćwierćfinale. Na tych samych igrzyskach zajął 8. miejsce w sztafecie 4 × 400 metrów (biegła w składzie: Jean-Claude Nallet, Jacques Carette, Bertould i Jean-Pierre Boccardo).
Zdobył złoty medal w sztafecie 4 × 400 metrów (w składzie: Bertould, Christian Nicolau, Carette i Nallet) na mistrzostwach Europy w 1969 w Atenach, a w biegu na 400 metrów odpadł w półfinale. Zajął 4. miejsce w sztafecie szwedzkiej 2+3+4+5 okrążeń na halowych mistrzostwach Europy w 1970 w Wiedniu. Zdobył brązowy medal w sztafecie 4 × 400 metrów na letniej uniwersjadzie w 1970 w Turynie.
Na mistrzostwach Europy w 1971 w Helsinkach Bertould odpadł w półfinale biegu na 400 metrów, a sztafeta 4 × 400 metrów w składzie: Bertould, Nicolau, Daniel Vélasques i Nallet zajęła w finale 6. miejsce. Zdobył brązowy medal w sztafecie 4 × 2 okrążenia na halowych mistrzostwach Europy w 1972 w Grenoble (biegła w składzie: Patrick Salvador, André Paoli, Michel Dach i Bertould).
Zdobył brązowy medal w sztafecie 4 × 400 metrów (w składzie: Bertould, Vélasques, Francis Kerbiriou i Carette) na igrzyskach olimpijskich w 1972 w Monachium, a w biegu na 400 metrów odpadł w ćwierćfinale.
Był mistrzem Francji juniorów w biegu na 400 metrów w 1968, a wśród seniorów wicemistrzem w biegu na 400 metrów w 1971 oraz brązowym medalistą na tym dystansie w 1969, 1970 i 1972.
Był trzykrotnym rekordzistą Francji w sztafecie 4 × 400 metrów do wyniku 3:00,65 osiągniętego 10 września 1972 w Monachium.
Rekordy życiowe Gilles'a Bertoulda:
| Konkurencja        | Data i miejsce             | Wynik |
| ------------------ | -------------------------- | ----- |
| bieg na 400 metrów | 4 września 1972, Monachium | 46,14 |